# Reid Scott
Reid Scott Weiner (Albany, 19 de noviembre de 1977), es un actor estadounidense. Es conocido por sus papeles en las series de comedias como Brendan "Brando" Dorff en My Boys (2006–2010), Dan Egan en Veep (2012–2019), o Gordon Ford en The Marvelous Mrs. Maisel (2022–2023).

## Biografía y carrera
Scott nació en Albany, Nueva York, hijo de Kathleen y Neil Weiner. Creció en Clifton Park, Nueva York. Asistió al Instituto La Salle en Troy, Nueva York y a la Universidad de Syracuse, y se graduó en 2000, antes de mudarse a la ciudad de Nueva York para seguir su carrera como actor y escritor.
En 2002, consiguió el papel principal en el piloto para Fox With You in Spirit, por el que recibió su tarjeta del Sindicato de Actores. Scott recuerda: "Recuerdo que pensé que el dinero del piloto era una fortuna. No lo era. Después de alquilar un auto para moverme por Los Ángeles, pagar algunas deudas y tal vez comprarme un par de zapatos nuevos, estaba arruinado. Tuve que pedirle dinero prestado a mi padre solo para unirme a SAG". Desde entonces, ha aparecido en muchas producciones tanto en televisión como en el cine, sobresale su papel en la serie de televisión de My Boys, una serie original de TBS. También apareció en papeles episódicos en series como Bones, en The Secret Life of the American Teenager como Dr. Jeff Tseguay, como Mike en Motorcity y en CSI: NY como Seth Riggin. Scott se unió al elenco de The Big C de Showtime en 2010 donde interpretó al Dr. Todd Mauer, oncólogo del personaje principal. Apareció en la pantalla grande en películas como Amusement o Losing Control.
Aunque el salto al éxito fue gracias a su papel como coprotagonista, como Dan Egan en la serie de comedia política Veep (2012) de HBO. En noviembre de 2023, Scott fue anunciado como personaje principal en la temporada 23 de Law & Order, interpretando al Detective Vincent Riley, como reemplazo de Jeffrey Donovan, por diferencias creativas.

## Vida personal
El 21 de junio de 2014, contrajo matrimonio con su pareja Elspeth Keller. Tuvieron dos hijos, nacidos en 2015 y en 2018.

## Filmografía
Cine
| Año                | Película                        | Personaje                                              | Notas             |
| ------------------ | ------------------------------- | ------------------------------------------------------ | ----------------- |
| 2006               | Bickford Shmeckler's Cool Ideas | Trent                                                  |                   |
| 2007               | Passing the Time                | Kevin                                                  | Cortometraje      |
| 2009               | Amusement                       | Dan                                                    |                   |
| 2009               | My Two Fans                     | Kyle                                                   |                   |
| 2011               | Losing Control                  | Ben                                                    |                   |
| 2013               | North Bay                       | Kirk Floyd                                             | Cortometraje      |
| 2013               | Beside Still Waters             | Henry                                                  |                   |
| 2014               | Missing William                 | William Leeds                                          |                   |
| 2014               | Sister                          | Billy Presser                                          |                   |
| 2014               | A Better You                    | Handsome Model                                         |                   |
| 2014               | Bad Summer                      | Max                                                    |                   |
| 2015               | I'll See You in My Dreams       | Oficial de policía Shumaker                            |                   |
| 2015               | Slow Learners                   | Max                                                    |                   |
| 2016               | The Veil                        | Nick                                                   |                   |
| 2016               | Nerdland                        | Brett Anderson (Voz)                                   |                   |
| 2016               | Dean                            | Brett Smith                                            |                   |
| 2017               | Home Again                      | Justin Miller                                          |                   |
| 2018               | Under the Eiffel Tower          | Liam                                                   |                   |
| 2018               | Venom                           | Dr. Dan Lewis                                          |                   |
| 2019               | Late Night                      | Tom Campbell                                           |                   |
| 2019               | Black and Blue                  | Kevin Jennings                                         |                   |
| 2021               | Venom: Let There Be Carnage     | Dr. Dan Lewis                                          |                   |
| 2021               | Injustice                       | Oliver "Ollie" Queen / Green Arrow, Victor Zsasz (Voz) |                   |
| 2022               | Who Invited Charlie?            | Phil                                                   | También productor |
| 2022               | Wildflower                      | Ben                                                    |                   |
| 2023               | Merry Little Batman             | Jim Gordon (Voz)                                       | Directo a video   |
| 2024               | The Idea of You                 | Daniel                                                 |                   |
| (Fuente: IMDb.com) |                                 |                                                        |                   |

Televisión
| Año                | Película                                                  | Personaje                | Notas                                      |
| ------------------ | --------------------------------------------------------- | ------------------------ | ------------------------------------------ |
| 2002               | That '70s Show                                            | Ted                      | Episodio: "Over the Hills and Far Away"    |
| 2002–2005          | American Dreams                                           | Andy Eaton / Brian       | 4 episodios                                |
| 2003               | What I Like About You                                     | Hunter                   | Episodio: "Girls Night Out"                |
| 2003               | With You In Spirit                                        | Ben Fisher               | Telefilme                                  |
| 2003–2004          | It's All Relative                                         | Bobby O'Neil             | 22 episodios                               |
| 2004               | Revenge of the Middle-Aged Woman                          | Sam                      | Telefilme                                  |
| 2004               | F2: Forensic Factor                                       | Frank Black              | Episodio: "No Body, No Crime"              |
| 2005               | CSI: Crime Scene Investigation                            | Dax Blanchard            | Episodio: "Snakes"                         |
| 2006–2010          | My Boys                                                   | Brendan 'Brando' Dorff   | 49 episodios                               |
| 2007               | Bones                                                     | Robert Frazier           | Episodio: "The Man in the Mansion"         |
| 2008               | CSI: NY                                                   | Seth Riggin              | Episodio: "Playing with Matches"           |
| 2008               | Unhitched                                                 | Bobby                    | Episodio: "Woman Marries Horse"            |
| 2009               | Celebrities Anonymous                                     | Johnny                   | Serie web                                  |
| 2009               | Hawthorne                                                 | Jared                    | Episodio: "No Guts, No Glory"              |
| 2009               | The Ex List                                               | Steve Bolla              | Episodio: "Daphne's Idealized Wedding"     |
| 2009–2011          | The Secret Life of the American Teenager                  | Dr. Jeff Tseguay         | 9 episodios                                |
| 2010               | The Big C                                                 | Dr. Todd Mauer           | 10 episodios                               |
| 2011               | Mad Love                                                  | Dave Evans               | Episodio: "The Spy Who Loved Me"           |
| 2012               | Hot in Cleveland                                          | Sam                      | Episode: "Hot & Heavy"                     |
| 2012               | Best Friends Forever                                      | Peter                    | Episodio: "The Butt Dial"                  |
| 2012–2013          | Motorcity                                                 | Mike Chilton (Voz)       | 20 episodios                               |
| 2012–2019          | Veep                                                      | Dan Egan                 | Protagónico, 65 episodios                  |
| 2013               | How to Live with Your Parents (For the Rest of Your Life) | Scott                    | 3 episodios                                |
| 2013               | Perception                                                | Dr. Hutchins             | Episodio: "Neuropositive"                  |
| 2013–2016          | Turbo FAST                                                | Turbo (Voz)              | 52 episodios                               |
| 2014               | New Girl                                                  | Ted                      | Episodio: "The Last Wedding"               |
| 2015               | Zoo                                                       | Ethan Boyd               | Episodio: "First Blood"                    |
| 2017               | Great News                                                | Jeremy                   | 3 episodios                                |
| 2019               | Will & Grace                                              | Marcus                   | 2 episodios                                |
| 2019               | Why Women Kill                                            | Eli Cohen                | 10 episodios                               |
| 2020               | Echo                                                      | David                    | Piloto fallido                             |
| 2021               | Archibald's Next Big Thing                                | Cousin Kip (Voz)         | Episodio: "Maximum Overdue/Gator's Giving" |
| 2021               | Creepshow                                                 | Congressman Evan Miller  | Episodio: "Drug Traffic"                   |
| 2021               | Curb Your Enthusiasm                                      | Don Winston Jr.          | 2 episodios                                |
| 2022               | Black-ish                                                 | Griffin                  | 3 episodios                                |
| 2022               | The Afterparty                                            | Detective Aldrin Germain | 2 episodios                                |
| 2022–2023          | The Marvelous Mrs. Maisel                                 | Gordon Ford              | 12 episodios                               |
| 2023               | My Adventures with Superman                               | Jonathan Kent (Voz)      | 2 episodios                                |
| 2023               | American Horror Stories                                   | Will Caswell             | Episodio: "Daphne"                         |
| 2024               | Law & Order                                               | Vincent Riley            | Principal                                  |
| (Fuente: IMDb.com) |                                                           |                          |                                            |